# أمير ويلسون
أمير أحمد ويلسون (بالإنجليزية: Amir Ahmad Wilson)‏ ممثل إنجليزى معروف بأدواره مثل ويل باري في سلسلة إتش بي أو و بي بي سي هاسس المواد المظلمةو تراي في سلسلة خطاب الملك، وديكون 2020 والحديقة السرية.

## فيلموغرافيا
| عام           | عنوان                  | وظيفة    | ملاحظات           |
| ------------- | ---------------------- | -------- | ----------------- |
| 2018          | توصيل خاص              | جوش      | فيلم قصير         |
| 2019          | الطفل الذي سيكون الملك | صبي      |                   |
| 2019 حتى الآن | مواده المظلمة          | ويل باري | دور قيادي         |
| 2020          | رسالة للملك            | تيوري    | دور قيادي القادمة |
| 2020          | الحديقة السرية         | ديكون    | القادمة           |

## المسرح
| عام  | عنوان                                               | وظيفة              | ملاحظات                    |
| ---- | --------------------------------------------------- | ------------------ | -------------------------- |
| 2015 | الاسد الملك                                         | يونغ سيمبا (مشترك) | مسرح ليسيوم ، لندن         |
| 2017 | سر يوميات أدريان الخلد الذين تتراوح أعمارهم بين 13¾ | نايجل              | مصنع منير للشوكولاتة، لندن |

## روابط خارجية
- أمير ويلسون على موقع IMDb (الإنجليزية)
- أمير ويلسون على موقع قاعدة بيانات الفيلم (الإنجليزية)
- أمير ويلسون في قاعدة بيانات الأفلام على الإنترنت